# Georges Méliès
Georges Méliès (París, 8 de desembre de 1861 - Orly, 21 de gener de 1938) va ser director del teatre Robert Houdin de Paris, mag il·lusionista i director de cinema. És considerat un dels pioners a crear efectes especials al cinema i el constructor del primer estudi de cinema a Europa.

## Biografia
Volia estudiar Belles Arts, ja que des de ben petit havia demostrat qualitats per al dibuix i per al teatre, fent petites titelles i pintant decorats per als seus teatres, però el seu pare el va prohibir i va haver d'estudiar comerç. Va començar a estudiar al Liceu Michelet, als sis anys, prop de París, però més tard es va traslladar al Liceu Louis-le-Grand quan París va ser bombardejada durant la guerra francoprussiana pels alemanys el 1870. Va acabar els estudis el 1879, i després va fer el servei militar a Blois. Després, durant uns anys, en acabar la seva formació a París, el seu pare el va obligar a treballar a la fàbrica de sabates que tenia, on Méliès va aprendre molt de mecànica, coneixement que li seria molt útil en el futur. El 1884 el seu pare el va enviar a Anglaterra per millorar l'anglès i fer pràctiques en el sector comercial, ja que Anglaterra era el lloc idoni en aquell moment. Allà va freqüentar l'Egyptian Hall, dirigit per Maskelyne, un teatre especialitzat en números de màgia; Méliès hi va entrar en contacte amb l'il·lusionisme, un corrent artístic molt popular, que buscava el que era estrany, excèntric i burlesc. A més, es va formar en la prestidigitació i en il·lusions escèniques.
Quan va tornar a París va continuar l'aprenentatge industrial a la fàbrica familiar, aprenentatge que, lluny de ser-li inútil, li va servir molt quan es va iniciar en la mecànica de la cinematografia i els seus aparells. Encara que no va deixar mai de banda la seva part més artística, ja que seguia freqüentant una botiga d'attrezzos teatrals on va aprendre tota classe de trucs de màgia.
Va ser periodista en una etapa de la seva vida, il·lustrador (amb l'anagrama de Geo Smile), del diari satíric La Griffe, gran enemic del General Boulanger.
El 1888, quan el seu pare es jubila, cedeix la seva part de quota a la fàbrica al seus germans i utilitza part dels diners per comprar el Théâtre Robert Houdin (anomenat així en honor de Robert-Houdin), una petita sala de teatre amb capacitat per a menys de dos-cents persones situada al número 8 del Boulevard des Italiens. A partir d'aquest moment, Méliès es va dedicar totalment al món de l'espectacle.
Amb la incessant capacitat per al treball que va caracteritzar la seva vida, entre 1889 i 1890 va simultaniejar la feina de director del teatre amb tasques de reporter i dibuixant en el periòdic satíric La Griffe, del qual el seu cosí Adolphe era el redactor en cap.
En aquest temps, ja es podia veure la visió de Méliès que després es traduiria al cinema. Al seu teatre es representaven números de màgia que servien de base per a actuacions còmiques molt ràpides, l'una darrera l'altre. Aquí ja podíem veure l'univers fantàstic que Méliès donaria després al món del cinema. El seu gust pel món estrany i irreal juntament amb el to còmic i grotesc creaven una sensació de somni i il·lusió. Era lògic que a algú així li interessés molt l'invent dels germans Lumière.
Quan els germans Lumière es van negar a vendre el seu invent, Méliès va buscar altres persones i va comprar el bioscopi de Robert William Paul, d'Anglaterra. Tot seguit el va modificar ell mateix gràcies als coneixements de mecànica apresos anteriorment. Va fundar una productora pròpia anomenada Star Film i va començar a projectar pel·lícules molt semblants a les de germans Lumiére al seu propi teatre.
El 5 d'abril de 1896 va projectar unes primeres pel·lícules al seu teatre Robert Houdin. Eren petites escenes a l'aire lliure. El seu estil va evolucionar ràpidament i va crear pel·lícules semblants als seus espectacles d'il·lusionisme.

### Introducció a la prestidigitació
El 5 d'abril de 1896 va projectar unes primeres pel·lícules al seu teatre Robert Houdin. Com els Lumière, primer feia petites escenes a l'aire lliure. El seu estil va evolucionar ràpidament i va crear pel·lícules semblants als seus espectacles d'il·lusionisme.
La revelació que el faria famós arriba a Méliès per pura casualitat el 1896. Un matí havia decidit plantar la càmera amb el trípode a la plaça de l'Òpera, per rodar unes escenes d'un documental, al més pur estil Lumière. De sobte, en ple rodatge, la càmera es va bloquejar, Méliès se'n va adonar i va continuar el rodatge. I la sorpresa se la va endur en projectar l'escena, quan observa que, per on passaven tres homes, de cop passen dones, i que el que era l'autobús Madeleine-Bastilla es converteix en un carro fúnebre.
Méliès va començar filmant les actuacions del seu teatre utilitzant tècniques cinematogràfiques per obtenir els efectes que els mags feien en viu, però amb efectes creats per la gravació. Ho va portar a la pràctica amb Escamotage d'une dame chez Robert Houdin (1896), on amb a tècnica del pas de maneta, va fer desaparèixer un personatge, una tècnica que en el món de la màgia es feia amb una trapa a terra. En aquest cas es feia aturant la gravació durant un moment, modificant la situació (per exemple, movent objectes i traient personatges de l'escena), i a continuació seguint la gravació, de manera que la part modificada feia l'efecte de desaparèixer de l'escena.
Méliès va expandir el coneixement que havia adquirit filmant al seu teatre aquesta mena de trucs cinematogràfics amb la creació del seu propi laboratori cinematogràfic a Montreuil el 1897, al mateix temps que creava la companyia Star-Film. Aquest estudi, considerat el primer estudi cinematogràfic del món (competint amb el Black Maria d'Edison) es constituïa d'una estructura metàl·lica coberta de vidre que permetia aprofitar al màxim la llum solar per rodar. Tenia panells per controlar l'entrada de llum així com maquinària i elements necessaris per poder fer tots els trucs que ell sabia (rampes, escotilles, cables al sostre per poder aixecar personatges en una escena com si volessin...). Aquest complex es va complementar amb altres instal·lacions, com un laboratori on joves obreres, sota la direcció de Madame Thuillier, pintaven a ma els negatius. El 1905 s'aixeca un estudi B al costat, que incloïa una grua per pujar i baixar objectes i persones.

### Primera guerra mundial
Méliès estava ja en una situació difícil quan, de sobte, va esclatar la Primera Guerra Mundial, el 1914. Amb el seu teatre tancat des del principi de les hostilitats per ordre de la policia i la seva casa del passatge de l'Òpera privada de tota activitat a causa de la guerra, va haver de resignar-se a transformar un dels seus estudis en teatre i així guanyar-se la vida com a actor. Les despeses eren massa altes, perquè hi havia cantants, coristes i actors, a més dels drets d'autor, impostos, drets dels pobres, etc. I, sobretot, el teatre era massa petit per poder aprofitar econòmicament els dies en què el públic omplia la sala.
Entre 1914 i 1923 el lloguer, les assegurances, etc.. dels nombrosos locals que tenia i que no generaven cap benefici li van ocasionar una enorme despesa. En aquest moment, Méliès, ofegat financerament, va ser perseguit sense pietat per un sol creditor, que no va concedir cap ajornament i va aconseguir que un tribunal donés l'ordre de venda de les seves propietats i els seus tallers.

### Mort
Durant la dècada del 1910, la fusió entre la màgia i el cinema semblava que s'havia dissolt: fins i tot el famós Harry Houdini ja no va tenir tant d'èxit als Estats Units el 1919, quan va rodar episodis d'un serial. La mentalitat de la gent havia evolucionat i la Primera Guerra Mundial havia alterat completament la societat. Desgastat en tots els nivells, tant en la màgia com en el cinematògraf, Méliès va haver d'aturar les seves activitats fílmiques el 1912. Al març del 1914, com que anava just de diners, intentà -sense èxit- vendre les peces trucades originals de Robert-Houdin que havia guardat amb molta cura. Les oferí al mag anglès Maskelyne, un amic seu, a qui havia conegut a Londres. Tanmateix, les negociacions no van tenir resultats positius.
Després de la 1a Guerra Mundial la moda canvia i les tendències deixen de costat el cinema del director. La gent ja no vol veure relats de fades i princeses. Els estudis de Montreuil-sous-Bois es transforma en un teatre de varietat on assagen vells trucs i la seva filla fa espectacles de música, ball i màgia, però sense gaire èxit.
Excepte un treball al teatre de Sarrebrück, el 1924 la companyia decideix separar-se per continuar endavant. Una actriu de les seves primeres pel·lícules, Jehanne d'Alcy, es converteix en la seva dona l'any 1925. Jehanne té una botiga de llaminadures i joguines a l'estació de Montparnasse i allà passa el temps Méliès convertit en un humil venedor.
L'any 1928 un intel·lectual de l'època anomenat Léon Druhot descobreix el director i el converteix en un personatge de culte com un dels pares del cinema, però no aconsegueixen que torni a dedicar-se mai al cinema.
A partir de l'any 1932 viu al Castell d'Orly, on escriu les seves memòries i rep als joves
cineastes que acudeixen a visitar-lo per parlar amb ell i escoltar les seves experiències.
Finalment, el 1938 se li diagnostica un càncer que provoca la seva hospitalització a l'hospital Léopold-Bellan, encara que no evita la seva ràpida mort.
Va invertir una gran quantitat de diners per a la creació del que es considera el primer estudi de cinema, situat al municipi de Montreuil, en el qual es van utilitzar diversos ginys, com sistemes mecànics per a tancar zones al sol, trampes i similars.
Creador d'aproximadament uns cinc-cents films, la progressiva transformació de la indústria (monopolitzada per Edison als Estats Units i Charles Pathé a França), juntament amb l'arribada de la Primera Guerra Mundial, van afectar el seu negoci, que progressivament va perdre diners.
Les seves creacions van caure en un relatiu oblit, però en la dècada dels anys 30 del segle xx va començar un corrent de reivindicació de l'obra i el geni de Méliès. És en aquesta època quan és trobat treballant en una petita botiga de llaminadures i joguines de l'estació de Montparnasse.
Se li va concedir la Legió d'Honor, i el 1932 la Societat Cinematogràfica li va atorgar l'estada vitalícia en el Castell d'Orly. Va morir el 21 de gener de 1938 d'un càncer, que va posar fi a la seva vida en 3 mesos. Està enterrat al cementiri del Père-Lachaise.
Uns mesos posteriors a la seva mort, Henri Langlois, Alberto Cavalcanti i Ernst Lindgren organtizaren la primera exposició sobre la seva obra a Londres, a la National Film Library, entre el 24 de maig i el 2 de juny de 1938. Aquesta mateixa mostra passà al MoMA de Nova York, un reconeixement tardà però important per a Méliès.

## Influència al cinema
Méliès va ser un dels pioners en la història del cinema innovador i creatiu. Gràcies a ell, el cine —ja des d'uns inicis— va aconseguir prendre camins que li van permetre avançar en els relats i en les tècniques. Alhora que Méliès buscava el seu camí a París, a Londres, un personatge amb idèntics objectius i fantasies anomenat John Nevil Maskelyne inaugurava la coneguda England's Home of Mistery, habitada per autòmats i -naturalment- il·lusions projectades per la llanterna màgica. A més, Maskelyne fou el primer mestre de Méliès, ja que en va rebre les primeres lliçons de la seva vida professional com a mag. És gairebé segur que, sense les influències de Robert-Houdini i Maskelyne, Méliès no hauria adquirit el seu primer cinematògraf.
Méliès introduí al cinema la màgia i la ficció i, per fer-ho, utilitzà un gran nombre d'efectes especials creats per ell mateix. Alguns d'aquests efectes van sorgir a conseqüència de la casualitat, d'altres, de la seva imaginació. Per Méliès, la pantalla del cinema representava el barret de copa d'un mag.
- Stop trick (pas de maneta): Descobert per casualitat, quan Méliès filmava a la plaça de l'Òpera i, de sobte, se li va encallar la càmera.
- Fosa
- Sobreimpressió
- Méliès idea les famoses escenes de transformació, que deixaran bocabadat el públic parisenc. La primera escena de transformació va ser “L'escemotage d'une dame chez Robert Houdin”, 1896). Va ser rodada en el jardí de la seva finca. Per produir la desaparició de la dona, Méliès atura el rodatge en un moment, per permetre que la dona abandoni l'escena, i tot seguit segueix rodant sense alterar la posició de la càmera.
- Méliès explora un món de possibilitats i va descobrint, o intuint, tots els trucatges que actualment, formen part del patrimoni del cinema modern: maquetes, desaparicions, aparicions, objectes que es mouen sols, personatges voladors, etc.
- L'any 1897, Méliès va decidir construir-se en el seu jardí, el primer estudi de cinema.
- Entre 1896 i 1913 Méliès va realitzar més de cinc-centes pel·lícules, de les quals en l'actualitat se'n conserven una desena part, aproximadament. Méliès no només es va dedicar a la producció de pel·lícules per a cinema sinó també a anuncis publicitaris, com ara marques de barrets, un producte contra la calvície, Dewar's Whisky.
- Méliès tenia una imaginació que semblava no acabar-se; va aconseguir descobriments extraordinaris. Per exemple,, en La caverne maudite (1898) utilitza per primera vegada la fotografia espiritista, que avui coneixem com a sobreimpressió; en L'homme à la tête de caoutchouc, aconsegueix que un científic infli el seu cap fins a proporcions descomunals i que després, alarmat, el redueixi de nou a la seva mida original, i, en L'oeuf magique prolífique, (1903), Méliès es transforma gràcies a una fosa, entre altres innovacions.

## Filmografia

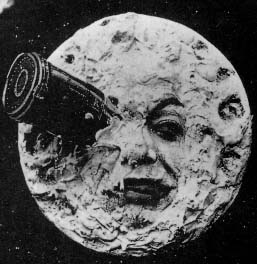
Le Voyage dans la Lune, 1902

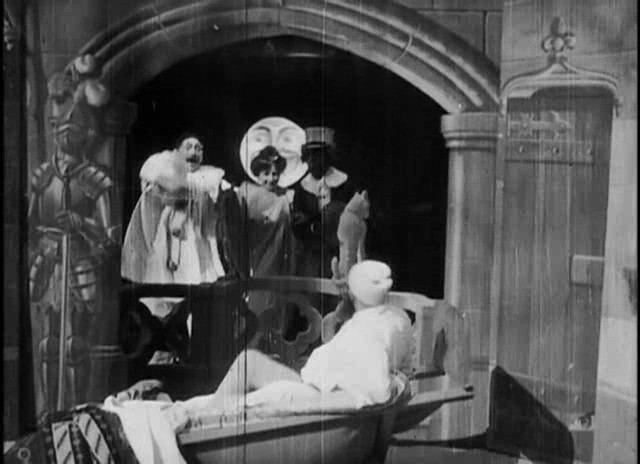
Georges Méliès. Le cauchemar (el malsòn), 1896

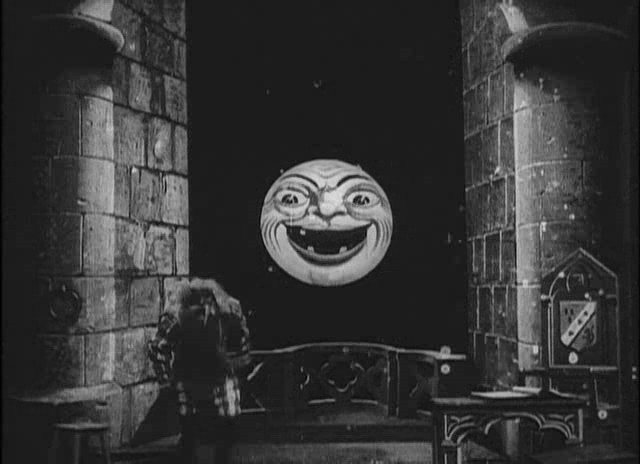
Georges Méliès. La lune à un mètre (Star Film), 1898

- 1896: Escamotage d'une dame au théâtre Robert Houdin
- 1896: Le Manoir du diable
- 1896: Chicot, dentiste américain
- 1897: Faust et Marguerite
- 1897: L'Hallucination de l'alchimiste
- 1897: L'Auberge ensorcelée
- 1898: Un homme de têtes
- 1898: La Tentation de Saint-Antoine
- 1898: La Damnation de Faust
- 1898: Guerre de Cuba et l'explosion du Maine à La Havane
- 1899: L'impressionniste fin de siècle
- 1899: Cendrillon
- 1899: L'Affaire Dreyfus
- 1899: Cléopâtre
- 1900: Jeanne d'Arc
- 1900: Nouvelles luttes extravagantes
- 1900: L'Homme-orchestre
- 1900: Le Malade hydrophobe
- 1901: L'Homme à la tête de caoutchouc
- 1901: Barbablava (Barbe-Bleue)
- 1902: Le Voyage de Gulliver à Lilliput et chez les géants
- 1902: Le Voyage dans la Lune
- George Meliès. L'Homme à la tête de caoutchouc,19011903: Illusions funambulesques
- 1903: Le Puits fantastique
- 1903: Le Revenant
- 1903: Le Mélomane
- 1903: Le Chaudron infernal
- 1903: Le Cake-walk infernal
- 1903: La Flamme merveilleuse
- 1903: Le Royaume des Fées
- 1903: Le Monstre
- 1903: Le Mélomane
- 1903: L'Auberge du Bon Repos
- 1903: La Lanterne magique
- 1903: Le Rêve du Maître de Ballet
- 1903: Faust aux Enfers
- 1904: Les Cartes vivantes
- 1904: Le Thaumaturge chinois
- 1904: Le Bourreau turc
- 1904: Le Juif errant
- 1904: Le Roi du Maquillage
- 1904: Le Voyage à travers l'Impossible
- 1905: Le Tripot clandestin
- 1905: Les Affiches en goguette
- 1905: Le Palais des Mille et Une Nuits
- 1905: Le Raid Paris-Monte Carlo en 2 heures
- 1905: Les Chevaliers du chloroforme
- 1906: Les 400 Farces du Diable
- 1906: L'Alchimiste Parafaragamus ou la Cornue infernale
- 1907: L'Éclipse du soleil en pleine lune (image)
- 1907: La Prophétesse de Thèbes
- 1907: 20.000 lieues sous les mers
- 1908: Le Rêve d'un fumeur d'opium
- 1908: Tartarin de Tarascon
- 1908: La Fée libellule
- 1909: Le Locataire diabolique
- 1909: Le Mousquetaire de la reine
- 1909: Le Papillon Fantastique
- 1910: Le Secret du Médécin
- 1910: Les Hallucinations du Baron de Münchausen
- 1912: À la Conquête du Pôle
- 1912: Le Chevalier des neiges
- 1912: Cendrillon ou La pantoufle mystérieuse
- 1913: Le Voyage de la famille Bourrichon

## Homenatge de Martin Scorsese a "Hugo"

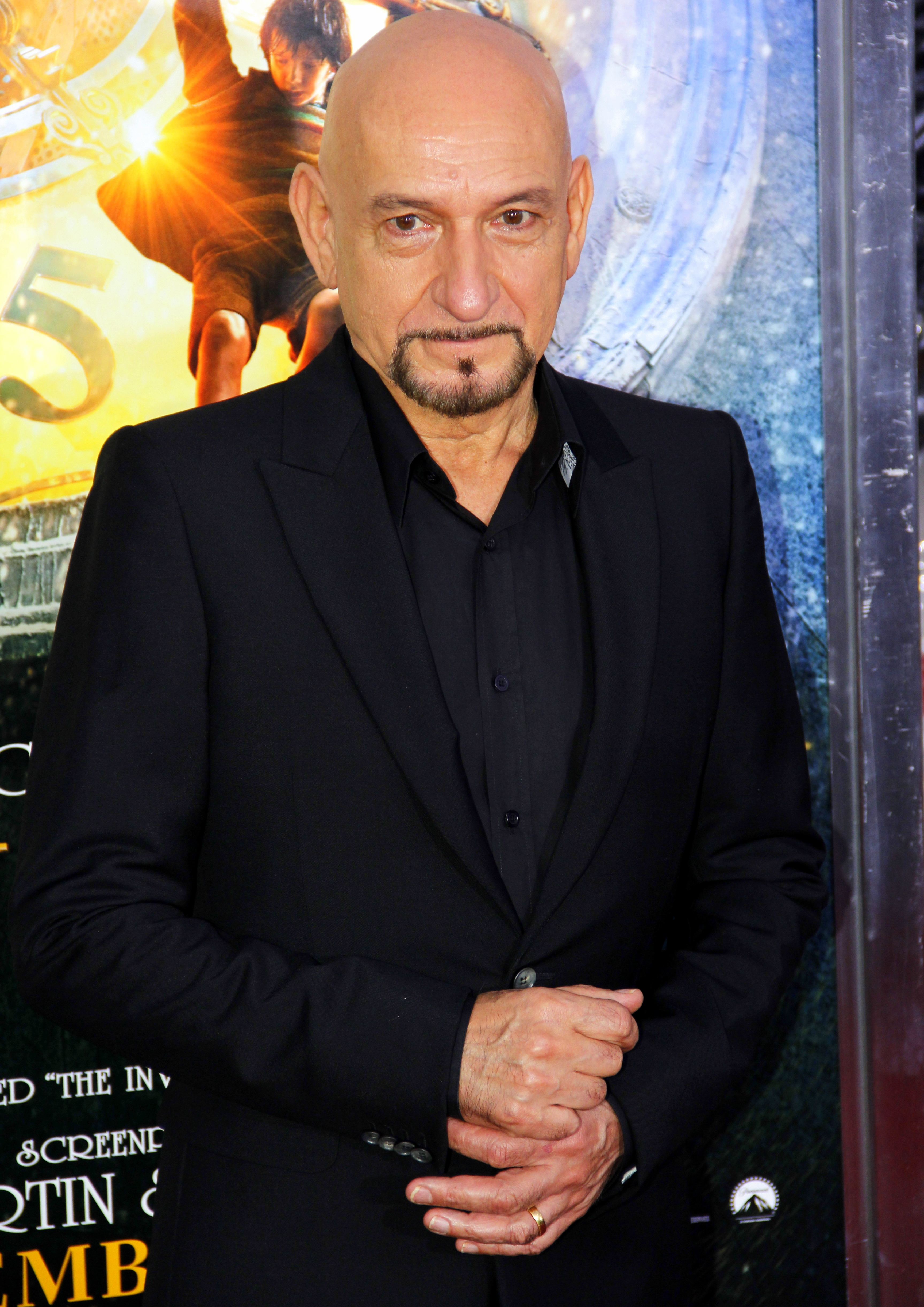
Ben Kingsley a Hugo Film Premiere, Nova York 2011

En la pel·lícula de La invenció d'Hugo (2011), Martin Scorsese, basant-se en la novel·la de Brian Selznick, realitzà un gran homenatge a Georges Meliès. Ben Kingsley fou l'encarregat de donar vida a la seva figura. Tot i narrar la història de l'Hugo, un nen de dotze anys, durant vint minuts, Scorsese repassa la figura del cineasta, el seu talent multidisciplinari, el seu sentit de l'espectacle i el fa amb una economia narrativa excepcional. Aquest repàs ens dona l'oportunitat de revisar algunes de les obres més conegudes de Méliès, remasteritzades en alta definició. La reiterada referència als orígens del cinema, també s'observa en el moment en què Hugo penja de les agulles d'un gran rellotge, com ho feia Harold Lloyd a Safety Last. La major part del rerefons històric i les principals característiques de la vida de Georges Méliès van succeir com es representa en la pel·lícula: es va interessar pel cinema després de veure una demostració de la càmera dels germans Lumière, encara que en la pel·lícula ell el descobreix després de passejar en una fira ambulant, quan la realitat és que el pare dels germans Lumière és qui el convida a la presentació. Méliès era també mag i fabricant de joguines, experimentava amb autòmats, era propietari d'un teatre (Teatre Eugène Robert-Houdin), va ser forçat a la fallida, es va informar que el seu catàleg de pel·lícules va ser destruït a causa d'un incendi de cel·lulosa i es va convertir en venedor de joguines en l'estació de París-Montparnasse després de casar-se amb la seva amant; si bé en la pel·lícula es mostra una fidel relació amb la seva esposa, no va ser com es mostra, ja que ell acaba separant-se d'ella. És una pel·lícula plena de màgia. La que va saber usar Méliès i la de Scorsese. El poder de la imaginació posada al servei d'uns pioners que van donar vida a històries de tota mena per a crear un art que ha anat meravellant generació rere generació, un art que ha evolucionat de manera increïble, dècada rere dècada fins als nostres dies: el cinema.

## Restauració de les pel·lícules de Georges Méliès[9]
Poc abans de la mort de Méliès, el 1938, Henri Langlois, creador de la cinemateca francesa, recuperà i restaurà part de les seves pel·lícules.
Un descobriment a l'arxiu de la Filmoteca de Catalunya, el 1993, va fer resorgir la figura de Méliès. La còpia original de Viatge a la lluna (1902) colorejada a mà, va ser trobada en estat precari i sotmesa a un llarg procés de recuperació. Fins aquell moment, s'havia cregut que l'única versió en color d'aquesta pel·lícula estava perduda. Aquesta complexa restauració va representar un esdeveniment molt rellevant per a la història del cinema i el procés finalitzà l'any 2010, recuperant 13.375 fotogrames. Aquesta procediment va poder comptar amb l'ajut de diversos especialsites juntament amb Groupama Gan Foudation for Cinema, Technicolor Foundation for Cinema Heritage i Lobster Films.
En la seqüència, el film mut de 16 minuts va poder afegir una banda sonora composta pel duet francès AIR (Nicolas Godin i Jean-Benoit Ducnkel) i es va estrenar al Festival de Cannes de 2011, coincidint amb el mateix any en el qual es va estrenar la pel·lícula Hugo, de Martin Scorsese.